# Haus Bahnhofstraße 11 (Nörvenich)

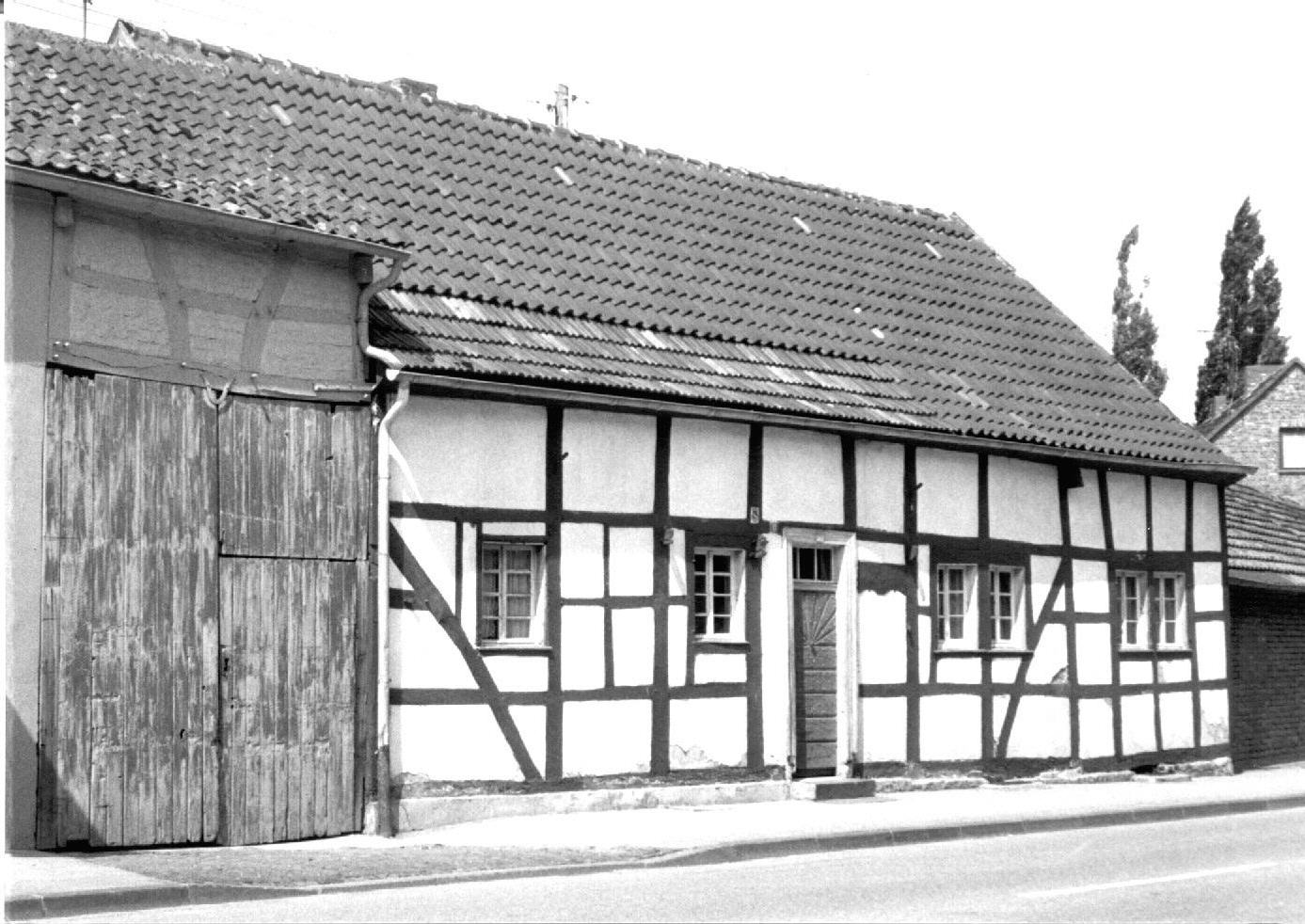
Das Haus

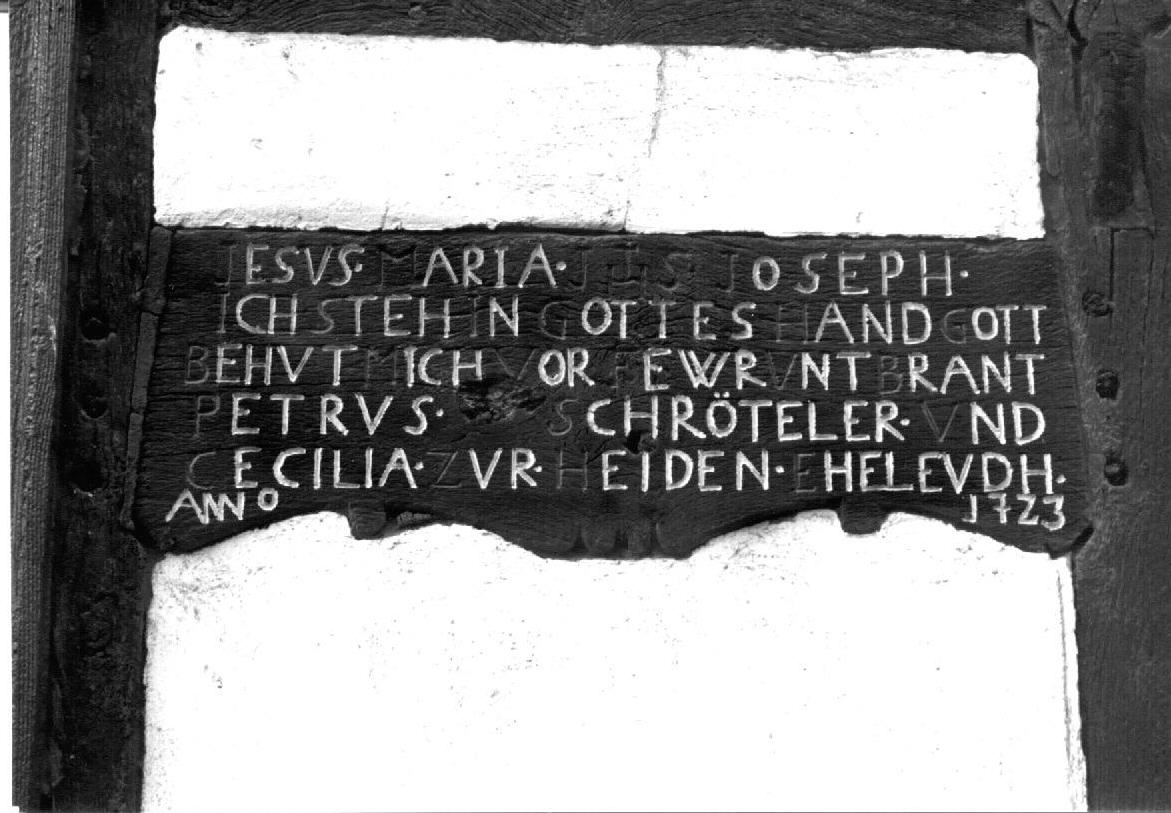
Die Inschrift am Haus

Das Haus Bahnhofstraße 11 ist das älteste Haus in Nörvenich im Kreis Düren, Nordrhein-Westfalen.
Am Hause befindet sich ein Segensspruch, der in einen Balken geschnitzt wurde. Er lautet:
JESVS MARIA   IHS  JOSEPH

ICH STEH IN GOTTES HAND GOTT

BEHVT MICH VOR FEWER VNT BRANT

PETRUS SCHRÖTELER VND

CECILIA ZVR HEIDEN EHELEVDH

ANNO                1723 

Über das im Hausspruch genannte Erbauerehepaar sind in den Kirchenbüchern nur die Sterbedaten zu ermitteln: Petrus Schrodeler verstarb 1755, seine Frau Cäcilia Zur Heiden 1735. Zu Beginn des 19. Jahrhunderts wird Michael Schmitz als Eigentümer des Hauses genannt. Von ihm ging es zu einem unbekannten Zeitpunkt an Peter Müllermeister. Er war in Hochkirchen geboren und zog nach seiner Heirat mit Clara Backeler nach Nörvenich.
Bis zum Ende der 1980er Jahre blieb das Haus im Besitz der Familie Müllermeister. In vier Generationen betrieben die jeweiligen Eigentümer von hier aus eine kleine Landwirtschaft. Zuletzt lebte der 1977 verstorbene unverheiratete Kaspar Müllermeister hier. Sein Bruder Josef kam als Rentner ins Elternhaus zurück, nachdem er jahrzehntelang in Niedersachsen gelebt hatte. Nach seinem Tod wurde das Gehöft verkauft, das rund 200 Jahre im Eigentum  der Familie gestanden hatte. Das Haus wurde um 1985 von der Schloss-Familie John G. Bodenstein erworben, um  das historische Baudenkmal durch private Finanzierung für die Gemeinde einmal zur Nutzung als Heimatmuseum  zu erhalten. Es wird vorerst als Wohnhaus genutzt.
Die Straßenfront des in die Denkmalliste eingetragenen Hauses ist mehrfach verändert worden. Die Haustür ist zu einem unbekannten Zeitpunkt um ein Gefach nach links versetzt worden. Das ist deutlich an der Tür erkennbar, deren obere Schweifung zur Unterkante des Hausspruchs passt. Etwa 1985 sind alle Fenster wesentlich vergrößert worden. Das war ein massiver Eingriff in die denkmalwerte Substanz.
Irgendwann scheint das Haus nach rechts erweitert worden zu sein. Die vier letzten Gefache rechts mit den beiden Fenstern stören den ursprünglich symmetrischen Aufbau der Fachwerkhausfront.
Das Haus wurde am 19. März 1985 in die Denkmalliste der Gemeinde Nörvenich unter Nr. 44 eingetragen.

Koordinaten: 50° 48′ 29,7″ N, 6° 38′ 38,3″ O